# Клейнмихель, Рихард
Рихард Клейнмихель (нем. Richard Kleinmichel; 31 декабря 1846, Познань — 19 августа 1901, Шарлоттенбург) — немецкий пианист и композитор.

## Биография
Родился в семье капельмейстера Фридриха Клейнмихеля, который и был первым учителям Рихарда. С 1863 по 1866 годы учился в Лейпцигской консерватории, после чего переехал в Гамбург, где преподавал музыку.
В 1876 году вернулся в Лейпциг и в 1886 году получил должность капельмейстера городского театра. Позже занял такую же должность в Магдебурге. Был женат на певице Кларе Монгаупт и в первые годы своего творчества был известен как пианист, однако постепенно всё более проявлял себя в качестве композитора.

## Произведения
- Manon (Schloss de Lorme) — опера, поставлена в Гамбурге в 1883 году
- «Дудочник из Дузенбаха» (Der Pfeifer von Dusenbach) — опера, там же, 1891 год
- 2 симфонии
- романсы
- упрощённые фортепианные аранжировки поздних произведений Вагнера
- Zur Winterzeit, Aquarellen, Bal d’enfants — фортепианные пьесы